# The Dick Powell Show
The Dick Powell Show is een televisieserie bestaande uit korte zelfstandige verhalen, verteld door Dick Powell. De serie werd oorspronkelijk op de Amerikaanse televisie uitgezonden van 1961 tot 1963.

## Rolverdeling
| Acteur           | Personage          |
| ---------------- | ------------------ |
| Dick Powell      | Alex Harper        |
| June Allyson     | Gast Presentator   |
| Oscar Beregi Jr. | Captain Kramer     |
| Mickey Rooney    | Augie Miller       |
| Alejandro Rey    | Isidro             |
| Milton Berle     | Blackjack Dealer   |
| Charles Horvath  | Benny              |
| Edgar Bergen     | Dr. Coombs         |
| Bert Freed       | Henderson          |
| Carolyn Jones    | Cleo Plowright     |
| Jackie Cooper    | Guest Host         |
| Michael Davis    | Digo               |
| Peter Falk       | Dimitre Fresco     |
| Ed Kemmer        | Mac                |
| John Larkin      | Dr. Eli Bell       |
| Keenan Wynn      | Burgundy Smith     |
| David Niven      | Guest Host         |
| Charles Bickford | Big Jake Hollander |
| Ludwig Donath    | Jan Veltman        |
| Monica Keating   | Mrs. Scott         |
| Otto Kruger      | Chandler Hanford   |
| Susan Oliver     | Ann Williams       |